# Christian Rieger

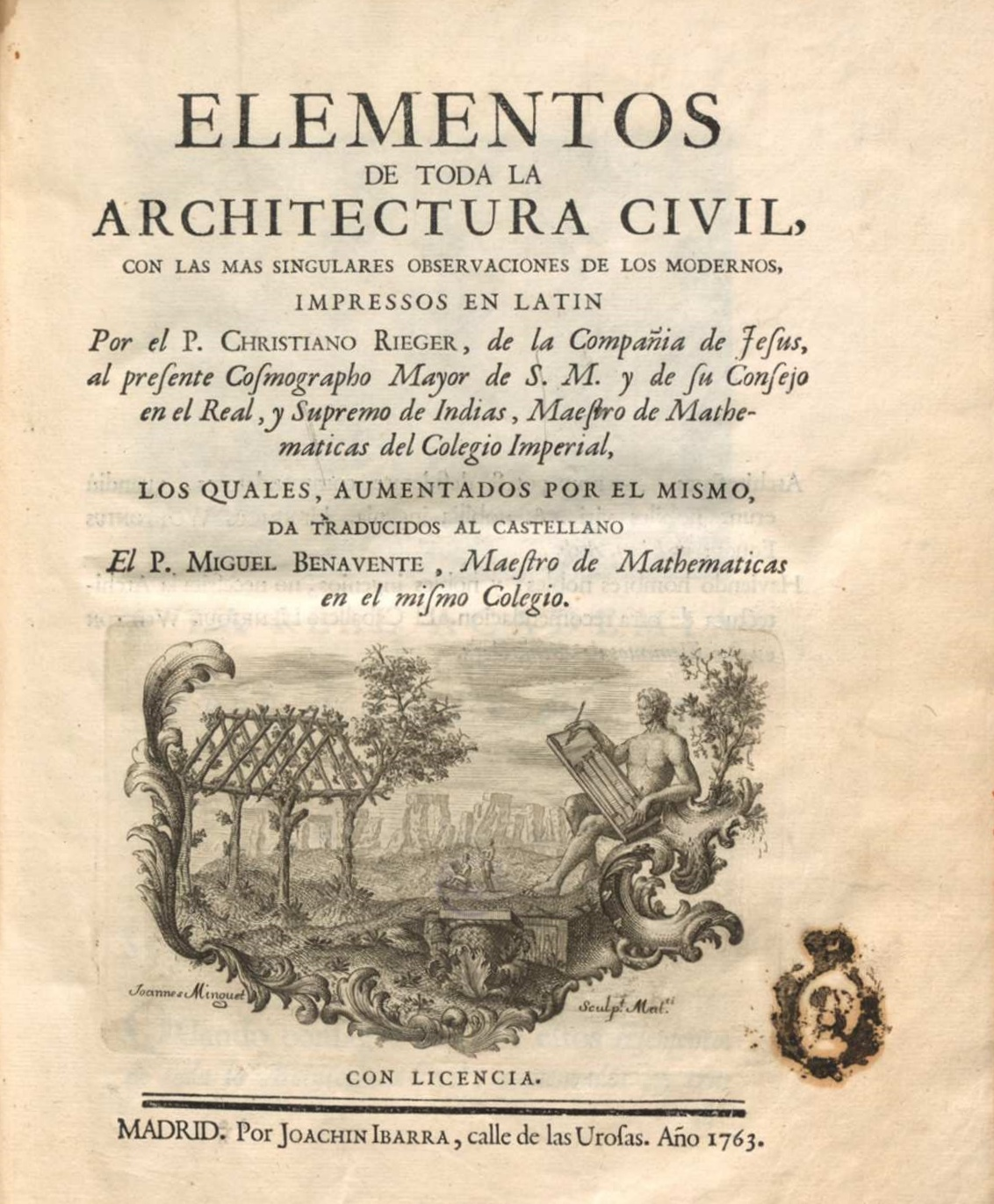
Portada de los Elementos de toda la architectura civil con las mas singulares observaciones de los modernos de Christian Rieger traducidos al castellano por el padre Miguel Benavente. En Madrid, por Joaquín Ibarra, 1763. El grabado es una alegoría de los orígenes de la arquitectura firmado por Juan Minguet: a la derecha un hombre desnudo, que representa al arquitecto primitivo, dibuja en una tabla unas columnas griegas inspirándose en una cabaña de troncos y un crómlech semejante al de Stonehenge. Biblioteca Nacional de España.

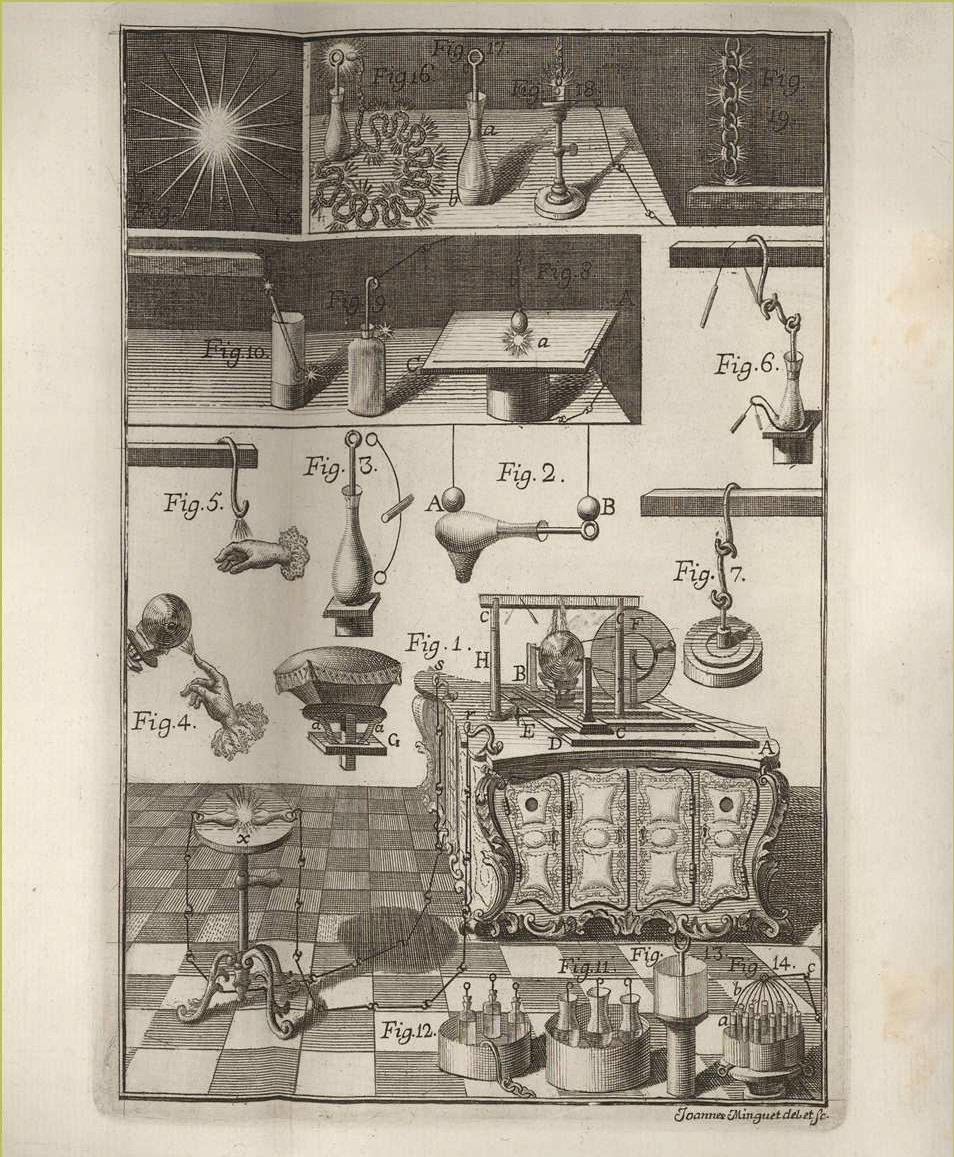
Christian Rieger, Observaciones physicas sobre la fuerza eléctrica, grande y fulminante: confirmada y aumentada con nuevos experimentos, Madrid, Ibarra, 1763. Grabado calcográfico en lámina plegada firmado «Joannes Minguet, del. et fe.»

Christian Rieger (Viena, 1714-1780) fue un sacerdote jesuita, profesor de matemáticas y tratadista de arquitectura austriaco.

## Biografía
Miembro de la Compañía de Jesús desde 1731, profesor de humanidades y de matemáticas en Viena, Graz, Gorizia y otras ciudades comprendidas dentro del entonces Imperio austriaco, adquirió prestigio gracias a dos tratados de arquitectura publicados en Viena: Universæ architecturæ civilis elementa, 1756, y Universæ architecturæ militaris elementa, 1758. 
Llamado a Madrid en 1761, ocupó la cátedra de matemáticas del Colegio Imperial que venía desempeñando el jesuita checo Juan Wendlingen y plaza de cosmógrafo mayor del rey Carlos III y de su Consejo de Indias. En Madrid contó con la colaboración del padre Miguel Benavente, profesor de matemáticas del mismo colegio, que tradujo al castellano el tratado de la arquitectura civil. Ampliado por su autor y añadido con nuevas láminas proporcionadas por Juan Minguet y Juan Fernando Palomino, fue publicado en 1763 por Joaquín Ibarra con el título de Elementos de toda la architectura civil, con las más singulares observaciones de los modernos. Por la traducción el padre Benavente fue admitido en la Real Academia de Bellas Artes de San Fernando a la que ya pertenecía Rieger desde 1761 como académico de honor y mérito, asistiendo ambos con regularidad a sus juntas.
Otros dos trabajos publicó en Madrid, fruto de sus investigaciones en astronomía y física. En 1761 dio a luz en la Imprenta de la Santa Cruzada un folleto de siete páginas con los resultados de la observación del tránsito de Venus por delante del disco solar el 6 de junio de dicho año, fenómeno que estudió desde el observatorio del Colegio Imperial con la asistencia de los padres Miguel Benavente y Antonio Eximeno, por entonces discípulo en las clases de matemáticas de Rieger. El segundo, aparecido dos años después también en la imprenta de Ibarra, era un estudio dedicado a la experimentación con la electricidad estática titulado Observaciones physicas sobre la fuerza eléctrica, grande, y fulminante. Confirmada, y aumentada con nuevos experimentos, ilustrado con una lámina de Minguet.
Tras la expulsión de los jesuitas de España regresó a Austria y ejerció como rector de los colegios de Passau y Liubliana.